# Salvador Reyes Monteón
Salvador "Chava" Reyes Monteón (Guadalajara, Jalisco, 20 de septiembre de 1936 - ibídem, 29 de diciembre de 2012), más conocido como Chava Reyes, fue un futbolista mexicano que jugaba en la posición de delantero. Militó por los equipos Club Deportivo Guadalajara, Club Laguna, Club San Luis y los Toros de Los Ángeles. Fue padre del también futbolista profesional Salvador Reyes, entrenador del fútbol mexicano.
Es reconocido por ser el segundo máximo goleador del Guadalajara con 154 anotaciones en partidos oficiales, 122 en Liga, 20 en Copa México, 3 en Campeón de Campeones y 9 en Copa Concacaf. Participó en siete de los ocho campeonatos que lograría el Guadalajara en la etapa del Campeonísimo.
Fue convocado en varias ocasiones a la Selección Nacional, y participó en los Mundiales de Suecia 1958, Chile 1962 e Inglaterra 1966, jugando cada uno de los partidos. Anotó el gol que clasificó a México al mundial de Chile 1962, en un partido realizado en Ciudad Universitaria ante Paraguay, cuando la FIFA decidió después de la clasificación de la Concacaf y que la Conmebol tenía asegurados de antemano dos lugares (Brasil campeón defensor y Chile país organizador) enviar a Paraguay a esa eliminatoria final a visita recíproca.

## Biografía
Nació el 20 de septiembre de 1936 en la ciudad de Guadalajara, Jalisco. Hijo de Rebeca Monteon y Luis Reyes, también jugador del Guadalajara y de la Selección Jalisco. Su gusto por el fútbol empieza a una edad muy temprana, y heredando de su padre su pasión por el Guadalajara empieza a involucrarse con el Club, siendo mascota y recoge balones desde los 7 años.
La carrera de Reyes como futbolista inició a los 13 años en un equipo amateur llamado SUTAJ, para más tarde llegar a la Selección Jalisco, y finalmente a los 16 años llegar al Guadalajara, debutando en un encuentro frente al Club León en el Estadio Felipe Martínez Sandoval. 
Jugó 15 años con el Guadalajara, de 1952 a 1967, logrando siete títulos de liga con la institución. El 3 de enero de 1957, Reyes sería el autor oficial del gol contra el Irapuato FC, el cual le daría el primer título profesional al Club Deportivo Guadalajara.
Participó en el fútbol de los Estados Unidos con el equipo Toros de Los Ángeles y cuando regresó a México fue vendido al Club de Fútbol Laguna.

### Selección nacional
Fue convocado en varias ocasiones a la Selección nacional mexicana, y participó en los Mundiales de Suecia 58, Chile 62 e Inglaterra 66, jugando todos los partidos en cada uno de ellos. Anotó el gol que clasificó a México al mundial de Chile, en un partido realizado en Ciudad Universitaria ante Paraguay.

### Último partido
Para el Torneo de Clausura 2008, fichó como refuerzo para el equipo de sus orígenes, el Club Deportivo Guadalajara a la edad de 71 años como parte de un homenaje al jugador que formó parte del "Campeonísimo" jugando 50 segundos, tocando tres veces el balón y saliendo de cambio por Omar Bravo. Este partido se llevó a cabo el día 19 de enero de 2008, jugado por el Club Deportivo Guadalajara en contra de los Pumas de la UNAM, partido cuyo final culminó con un 3-0 a favor del Guadalajara, en el Jalisco, siendo este un récord para el fútbol Mexicano, ya que es la persona de mayor edad en jugar en primera división.

### Muerte
Salvador Reyes falleció el 29 de diciembre de 2012, a los 76 años de edad, víctima de cáncer de colon.

## Estadísticas
| Club                     | Temporada               | Div.                    | Liga | Liga  | Copa | Copa  | Otros | Otros | Continental | Continental | Total | Total | Media goleadora |
| Club                     | Temporada               | Div.                    | PJ   | Goles | PJ   | Goles | PJ    | Goles | PJ          | Goles       | PJ    | Goles | Media goleadora |
| ------------------------ | ----------------------- | ----------------------- | ---- | ----- | ---- | ----- | ----- | ----- | ----------- | ----------- | ----- | ----- | --------------- |
| C. D. Guadalajara México | 1953–54                 | 1°                      |      | 1     |      | 3     |       |       |             |             |       | 4     |                 |
| C. D. Guadalajara México | 1954–55                 | 1°                      |      | 7     | 6    | 5     |       |       |             |             |       | 12    |                 |
| C. D. Guadalajara México | 1955–56                 | 1°                      |      | 6     | 2    | 1     |       |       |             |             |       | 7     |                 |
| C. D. Guadalajara México | 1956–57                 | 1°                      | 22   | 8     |      |       | 1     | 1     |             |             | 29    | 9     |                 |
| C. D. Guadalajara México | 1957–58                 | 1°                      |      | 11    |      | 1     |       |       |             |             |       | 12    |                 |
| C. D. Guadalajara México | 1958–59                 | 1°                      | 25   | 6     |      | 3     | 1     | 1     |             |             | 26    | 10    |                 |
| C. D. Guadalajara México | 1959–60                 | 1°                      | 22   | 12    |      |       |       |       |             |             | 22    | 12    |                 |
| C. D. Guadalajara México | 1960–61                 | 1°                      | 24   | 15    |      |       |       |       |             |             | 24    | 15    |                 |
| C. D. Guadalajara México | 1961–62                 | 1°                      | 25   | 21    |      |       |       |       | 4           | 5           | 29    | 26    |                 |
| C. D. Guadalajara México | 1962–63                 | 1°                      |      | 8     | 7    | 5     |       |       | 4           | 4           |       | 17    |                 |
| C. D. Guadalajara México | 1963–64                 | 1°                      | 22   | 11    |      |       | 1     | 1     |             |             | 23    | 12    |                 |
| C. D. Guadalajara México | 1964–65                 | 1°                      | 27   | 13    |      |       |       |       |             |             | 27    | 13    |                 |
| C. D. Guadalajara México | 1965–66                 | 1°                      |      | 2     |      |       |       |       |             |             |       |       |                 |
| C. D. Guadalajara México | 1966–67                 | 1°                      | 16   | 1     |      |       |       |       |             |             |       |       |                 |
| C. D. Guadalajara México | 2007–08                 | 1°                      | 1    | 0     |      |       |       |       |             |             |       |       |                 |
| Total C. D. Guadalajara  | Total C. D. Guadalajara | Total C. D. Guadalajara | 283  | 122   |      | 20    | 3     | 3     | 8           | 9           |       | 154   | 0.18            |
| LA Toros Estados Unidos  | 1967                    | 1°                      | 11   | 6     |      |       |       |       |             |             |       |       |                 |
| C. F. Laguna México      | 1967–68                 | 2°                      |      |       |      |       |       |       |             |             |       |       |                 |
| C. F. Laguna México      | 1968–69                 | 1°                      |      | 0     |      |       |       |       |             |             |       |       |                 |
| C. F. Laguna México      | 1969–70                 | 1°                      |      | 3     |      |       |       |       |             |             |       |       |                 |
| C. F. Laguna México      | 1970                    | 1°                      |      | 0     |      |       |       |       |             |             |       |       |                 |
| San Luis F. C. México    | 1970–71                 | 2°                      |      |       |      |       |       |       |             |             |       |       |                 |
| San Luis F. C. México    | 1971–72                 | 1°                      | 1    | 0     |      |       |       |       |             |             |       |       |                 |
| C. F. Tigres México      | 1972–73                 | 2°                      | 1    | 0     |      |       |       |       |             |             |       |       |                 |
| Total                    |                         |                         |      |       |      |       |       |       |             |             |       |       |                 |

## Clubes

### Como jugador
| Club                   | País           | Año         | PJ  | Goles |
| ---------------------- | -------------- | ----------- | --- | ----- |
| Guadalajara            | México         | 1953 - 1967 | 282 | 122   |
| Los Angeles Toros      | Estados Unidos | 1967 - 1968 |     |       |
| Laguna                 | México         | 1968 - 1969 |     |       |
| San Luis               | México         | 1969 - 1972 |     |       |
| Guadalajara (homenaje) | México         | 2008        | 1   | 0     |

### Como entrenador
| Club               | País   | Año         |
| ------------------ | ------ | ----------- |
| San Luis FC        | México | 1969 - 1971 |
| Atletas Campesinos | México | 1971 - 1972 |
| Tigres UANL        | México | 1972 - 1973 |
| Victoria FC        | México | 1973 - 1974 |
| Teziutlán F.C.     | México | 1986 - 1988 |

## Participaciones en Copas del Mundo
| Mundial                        | Sede       | Resultado    |
| ------------------------------ | ---------- | ------------ |
| Copa Mundial de Fútbol de 1958 | Suecia     | Primera fase |
| Copa Mundial de Fútbol de 1962 | Chile      | Primera fase |
| Copa Mundial de Fútbol de 1966 | Inglaterra | Primera fase |

## Palmarés

### Campeonatos regionales
| Título                   | Club        | País   | Año  |
| ------------------------ | ----------- | ------ | ---- |
| Copa de Oro de Occidente | Guadalajara | México | 1954 |
| Copa de Oro de Occidente | Guadalajara | México | 1955 |
| Copa de Oro de Occidente | Guadalajara | México | 1956 |
| Copa de Oro de Occidente | Guadalajara | México | 1960 |

### Campeonatos nacionales
| Título                     | Club                       | País   | Año     |
| -------------------------- | -------------------------- | ------ | ------- |
| Primera División de México | Club Deportivo Guadalajara | México | 1956-57 |
| Campeón de Campeones       | Club Deportivo Guadalajara | México | 1957    |
| Primera división de México | Club Deportivo Guadalajara | México | 1958-59 |
| Campeón de Campeones       | Club Deportivo Guadalajara | México | 1959    |
| Primera división de México | Club Deportivo Guadalajara | México | 1959-60 |
| Campeón de Campeones       | Club Deportivo Guadalajara | México | 1960    |
| Primera división de México | Club Deportivo Guadalajara | México | 1960-61 |
| Campeón de Campeones       | Club Deportivo Guadalajara | México | 1961    |
| Primera división de México | Club Deportivo Guadalajara | México | 1961-62 |
| Primera división de México | Club Deportivo Guadalajara | México | 1963-64 |
| Copa México                | Club Deportivo Guadalajara | México | 1962-63 |
| Campeón de Campeones       | Club Deportivo Guadalajara | México | 1964    |
| Primera división de México | Club Deportivo Guadalajara | México | 1964-65 |
| Campeón de Campeones       | Club Deportivo Guadalajara | México | 1965    |

### Copas internacionales
| Título            | Club                       | País   | Año  |
| ----------------- | -------------------------- | ------ | ---- |
| Copa de Campeones | Club Deportivo Guadalajara | México | 1962 |

### Distinciones individuales
| Distinción                                        | Año     |
| ------------------------------------------------- | ------- |
| Goleador de la Copa México                        | 1953-54 |
| Campeón de goleo de la Primera División de México | 1961-62 |
| Goleador de la Copa de Campeones de la Concacaf   | 1962    |
| Goleador de la Copa Honduras                      | 1962-63 |